# لوکزامبورگ

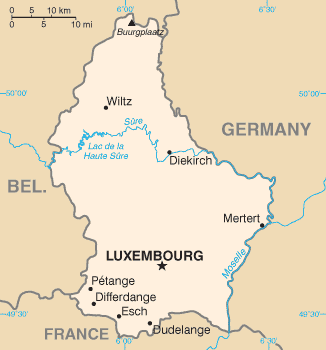
نقشه لوکزامبورگ، شهرهای بزرگ آن عبارتند از: لوکزامبورگ، اش-سور-الزت، دودلانژ، دیفردانژ

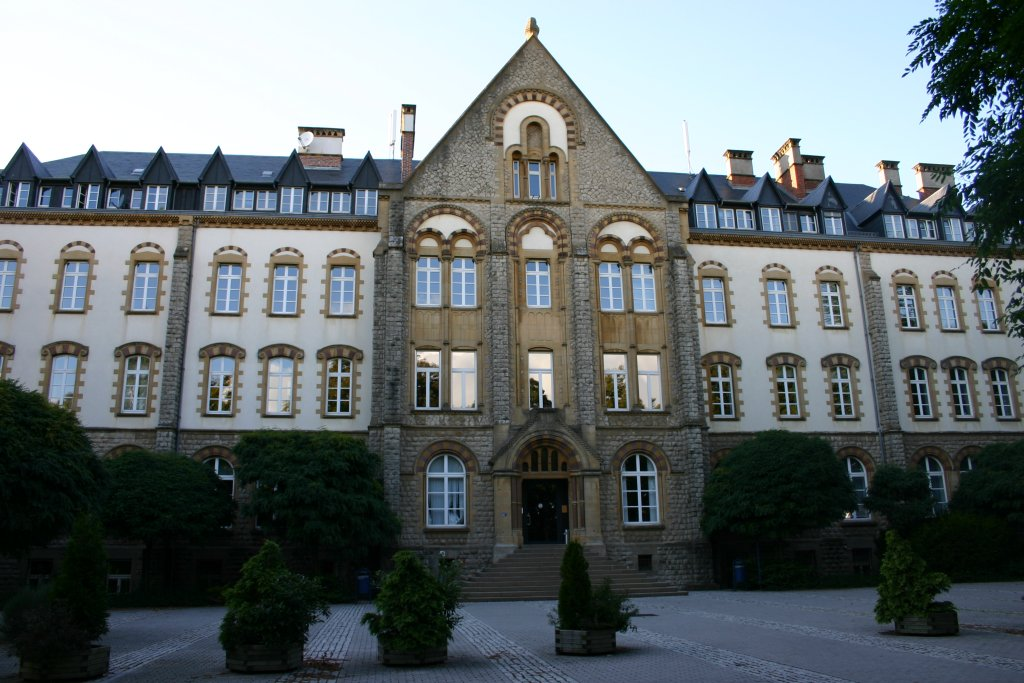
دانشگاه لوکزامبورگ، تنها دانشگاه کشور

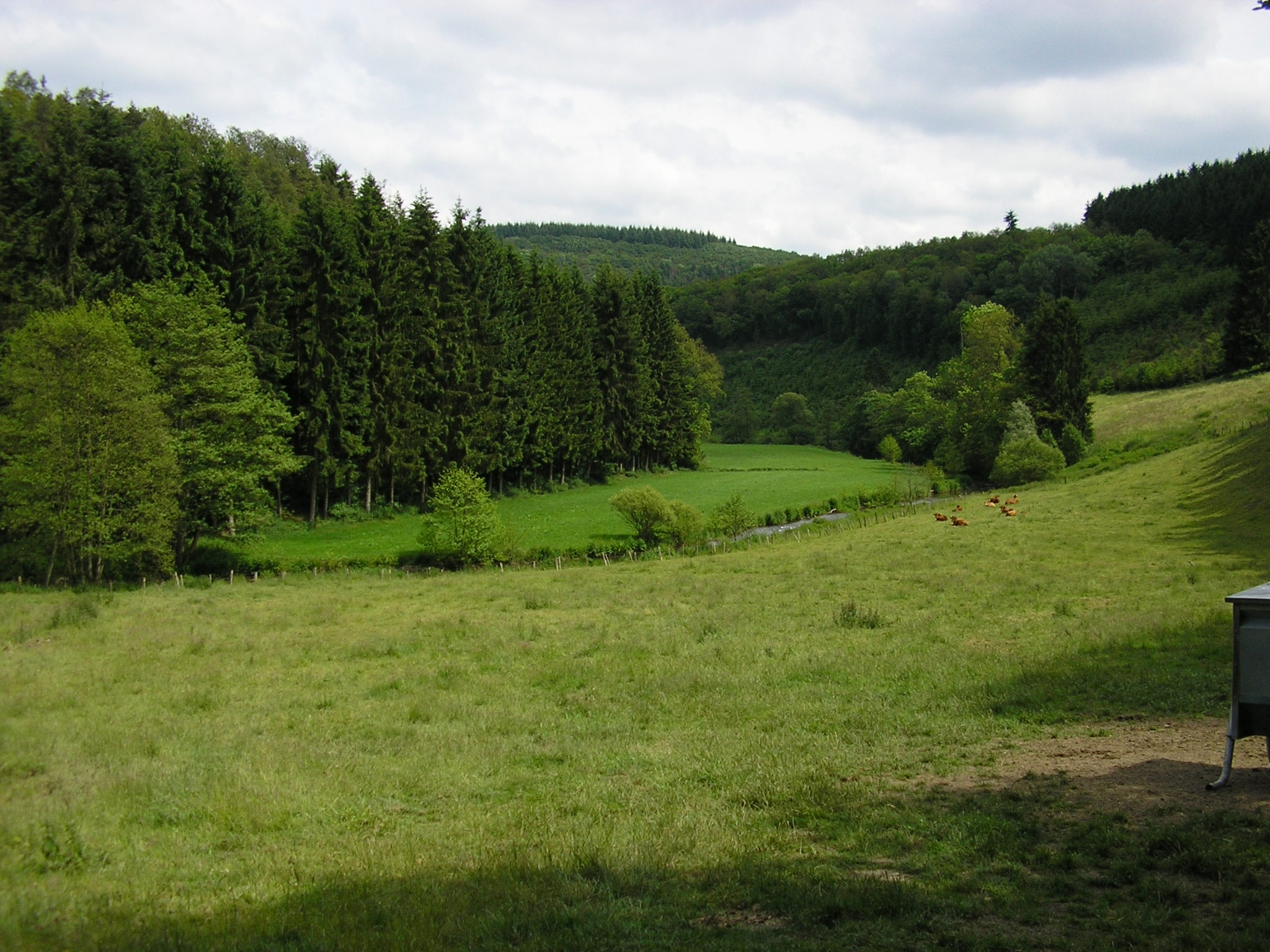
نمایی از طبیعت لوکزامبورگ

لوکزامبورگ یا لوکسِمبورگ (به لوکزامبورگی: Lëtzebuerg) با نام رسمی بزرگ‌دوک‌نشین لوکزامبورگ (به لوکزامبورگی: Groussherzogtum Lëtzebuerg) کشور محصور در خشکی کوچکی در غرب اروپا است. پایتخت آن شهر لوکزامبورگ است. لوکزامبورگ با آلمان، فرانسه و بلژیک مرز مشترک دارد. این کشور با توجه به جمعیت ششصد هزار نفری‌اش از کشورهای ثروتمند اروپایی به حساب می‌آید. لوکزامبورگ همواره شرایط سیاسی و اقتصادی باثباتی داشته است.

## تاریخ
به‌خاطر موقعیت لوکزامبورگ، این کشور باستانی قرن‌ها را در جنگ گذرانده است. خاندان سلطنتی لوکزامبورگ که در سال ۹۶۳ به‌وسیله زیگفری تأسیس شد، چهار امپراتور امپراتوری مقدس روم را شامل می‌شد. یکی از آنها، کارل چهارم بود که در ۱۳۵۴، لوکزامبورگ را به سطح دوک‌نشین ارتقا داد. این دوک‌نشین در نهایت در ۱۴۴۳ بخشی از ایالت بورگوندی و سپس یکی از هفده استان هلند هابسبورگ شد.
در طول قرن‌ها، شهر و قلعه لوکزامبورگ - که به دلیل موقعیت آن بین پادشاهی فرانسه و قلمرو هابسبورگ از اهمیت استراتژیک زیادی برخوردار بود و در رقابت فرانسه و هابسبورگ نقش به سزایی داشت- به تدریج ساخته شد تا یکی از مشهورترین استحکامات در اروپا باشد. بعد از ۳۰۰ سال نبردهای خونین، بعد از تصرف توسط لوئی چهاردهم، دژ لوکزامبورگ بر اساس معاهده اوترخت در سال ۱۷۱۳ به امپراتوری مقدس روم بازگردانده و پس از آن بر اساس پیمان کامپو فورمیو (۱۷۹۷) بخشی از اولین جمهوری فرانسه و امپراتوری تحت رهبری ناپلئون شد.
پس از شکست ناپلئون در سال ۱۸۱۵، دوک‌نشین لوکزامبورگ احیا شد. با این حال، از آنجایی که این قلمرو در گذشته بخشی از امپراتوری مقدس روم و همچنین هلند هابسبورگ بوده است، پادشاهی پروس و پادشاهی متحده هلند اکنون ادعای مالکیت این قلمرو را داشتند. در کنگره وین، قدرت‌های بزرگ تصمیم گرفتند که لوکزامبورگ به عضویت کنفدراسیون تازه تأسیس آلمان درآید، اما در همان زمان ویلم یکم، پادشاه هلند، در اتحاد شخصی، رئیس کشور هلند شد. در عین حال برای جلب رضایت پروس، تصمیم گرفته شد که نه تنها قلعه لوکزامبورگ توسط نیروهای پروس اداره شود، بلکه بخش‌های وسیعی از قلمرو لوکزامبورگ (عمدتاً مناطق اطراف بیتبورگ و سنت ویت) به متصرفات پروس تبدیل شود. این دومین بار بود که دوک‌نشین لوکزامبورگ از نظر وسعت کاهش یافت و به‌طور کلی به عنوان تقسیم دوم لوکزامبورگ شناخته می‌شود. برای جبران این ضرر، تصمیم گرفته شد که دوک‌نشین به دوک اعظم ارتقا یابد، بنابراین به پادشاهان هلندی عنوان اضافی دوک بزرگ لوکزامبورگ داده شد. بعد از کنگره وین (۱۸۱۵ میلادی)، لوکزامبورگ به‌عنوان ملک شخصی به ویلم یکم، پادشاه پادشاه هلند، واگذار شد.
پس از اینکه بلژیک به دنبال انقلاب پیروزمندانه ۱۸۳۱–۱۸۳۰ به یک کشور مستقل تبدیل شد، ادعا کرد که کل دوک‌نشین بزرگ لوکزامبورگ بخشی از بلژیک است، اما پادشاه هلند که دوک بزرگ لوکزامبورگ بود و همچنین پروس، این ادعا را رد کردند. آنها نمی‌خواستند کنترل خود را بر قلعه قدرتمند لوکزامبورگ از دست بدهند و با ادعاهای بلژیک موافق نبودند. این اختلاف در معاهده ۱۸۳۹ لندن که در آن تصمیم تقسیم سوم لوکزامبورگ اتخاذ شد، حل خواهد شد. این بار قلمرو بیش از نصف کاهش یافت، زیرا بخش غربی کشور عمدتاً فرانسوی زبان (اما همچنین بخش آرلرلند که در آن زمان به لوگزامبورگ زبان بود) به کشور جدید بلژیک منتقل شد و با آن مرزهای امروزی به لوکزامبورگ داده شد. . معاهده ۱۸۳۹ همچنین استقلال کامل باقی مانده دوک اعظم لوکزامبورگ آلمانی زبان را ایجاد کرد. در سال ۱۸۴۲ لوکزامبورگ به اتحادیه گمرکی آلمان (Zolverein) پیوست. این منجر به باز شدن بازار آلمان، توسعه صنعت فولاد لوکزامبورگ و گسترش شبکه راه‌آهن لوکزامبورگ از ۱۸۵۵ تا ۱۸۷۵ شد. از سوی دیگر با نفوذ بر لوکزامبورگ و قلعه قدرتمند آن، استقلال و بی‌طرفی دوک اعظم با معاهده دوم لندن مجدداً تأیید شد و پروس در نهایت حاضر شد نیروهای خود را از قلعه لوکزامبورگ خارج کند به شرطی که استحکامات برچیده شود که در همان سال اتفاق افتاد. در زمان جنگ فرانسه و پروس در سال ۱۸۷۰، بی‌طرفی لوکزامبورگ مورد احترام کنفدراسیون آلمان شمالی قرار گرفت و نه فرانسه و نه آلمان به این کشور حمله نکردند. در نتیجه اختلافات مکرر بین قدرت‌های بزرگ اروپایی، مردم لوکزامبورگ به تدریج آگاهی استقلال یافتند و بیداری ملی در قرن نوزدهم رخ داد. مردم لوکزامبورگ به جای اینکه بخشی از یکی از کشورهای بزرگ اطراف باشند، شروع به معرفی خود به عنوان لوکزامبورگ کردند. این آگاهی Mir wëlle bleiwe wat mir sinn در سال ۱۸۹۰ به اوج خود رسید، زمانی که سرانجام آخرین گام به سوی استقلال کامل برداشته شد: به دلیل یک بحران جانشینی، سلطنت هلند از داشتن عنوان دوک بزرگ لوکزامبورگ دست کشید. با آغاز حکمرانی آدولف ناسائو-ویلبورگ، دوک اعظم سلطنت خود را داشت، بنابراین استقلال کامل خود را مجدداً تأیید کرد.
لوکزامبورگ در ۱۸۳۹ استقلال یافت و بخش غربی و صرفاً فرانسوی‌زبان این کشور باستانی به بلژیک داده شد. عهدنامه لندن (۱۸۶۷) بی‌طرفی دائمی دوک‌نشین را اعلام کرد. ارتش آلمان نازی در ۱۹۱۴ و ۱۹۴۰، این بی‌طرفی را نقض کرد. بعد از جنگ جهانی دوم لوکزامبورگ نقش مهمی در تأسیس بنلوکس، ناتو و اتحادیه اروپا داشت.

## سیاست
براساس قانون اساسی سال ۱۸۶۸، قدرت اجرایی در دست دوک اعظم و کابینه است. دوک اعظم می‌تواند قوه قانون‌گذاری را منحل کند که در آن صورت باید در طول سه ماه انتخابات برگزار شود. مجلس نمایندگان لوکزامبورگ از شصت نماینده تشکیل شده است که مستقیماً از طریق انتخابات برای یک دورهٔ پنج ساله انتخاب می‌شوند.
لوکزامبورگ از اعضای مؤسس اتحادیه اقتصادی اروپا (اکنون اتحادیه اروپا) بود. این کشور همچنین در پیمان شنگن شرکت داشت که نام آن از روستای شنگن لوکزامبورگ گرفته شده است و هدف آن آزادسازی جابجایی شهروندان در کشورهای عضو است.
مجلس نمایندگان لوکزامبورگ در سال ۲۰۱۴ ازدواج همجنس‌گرایان را در این کشور قانونی کرد.
یک لوکزامبورگی ایرانی‌تبار، بنام امیر وصالی، در سال ۲۰۱۶–۲۰۱۷ رئیس مجلس جوانان این کشور شد.

## جغرافیا
مناطق پست این کشور در گوت‌لاند (Gutland) واقع است که دو سوم مساحت این کشور را در برمی‌گیرند و دارای جمعیت بیشتری هستند و مناطق مرتفع در یک سوم شمالی کشور که اوسلینگ (Osling) نام دارد و دارای جمعیت محدودی است.
سردترین و مرتفع‌ترین شهر در لوکزامبورگ وایسوامپاخ است.

## تقسیمات کشوری
لوکزامبورگ به سه بخش تقسیم می‌شود:
1. دیکیرش (Diekirch)
2. گرونماخر (Grevenmacher)
3. لوکزامبورگ (Luxembourg)

در ادامه این سه بخش به ۱۲ ناحیه (کانتون) تقسیم شده‌اند که شامل ۱۰۶ کمون می‌شوند.

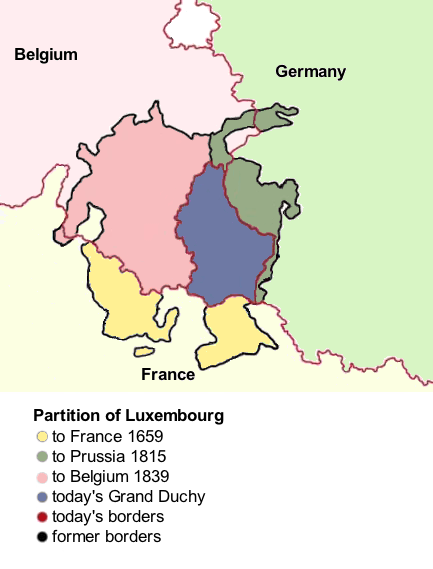
سه بخش جدا شده از لوکزامبورگ در طول تاریخ.
سه بخش کنونی لوکزامبورگ

## اقتصاد
این کشور بیشترین درآمد سالانه بین کشورهای جهان را دارا می‌باشد.
بخش صنعتی این کشور در حوزه‌هایی همچون فولاد، مواد شیمیایی و لاستیک فعال است. بخش زیادی از اقتصاد لوکزامبورگ به خدمات، به ویژه بانکداری و امور مالی متکی است. لوکزامبورگ مهم‌ترین مرکز بانکداری خصوصی در ناحیه یورو است.

### واحد پول
واحد پول لوکزامبورگ از سال ۲۰۰۲ یورو است. پیش از سال ۲۰۰۲ و در تمام طول قرن بیستم واحد پول این کشور فرانک لوکزامبورگ بود.

### ترابری
در سال ۲۰۲۰ میلادی لوکزامبورگ به عنوان اولین کشور در جهان برای مقابله با آلودگی هوا تمام حمل و نقل عمومی را رایگان اعلام کرد.

## مردم
تعداد ساکنان این کشور طبق سرشماری سال ۲۰۰۴، ۶۰۲ هزار نفر بوده است. از این تعداد افراد ۴۰٪ غیر بومی بودند.

### زبان
سه زبان رسمی این کشور آلمانی، فرانسوی و لوکزامبورگی هستند.

### دین

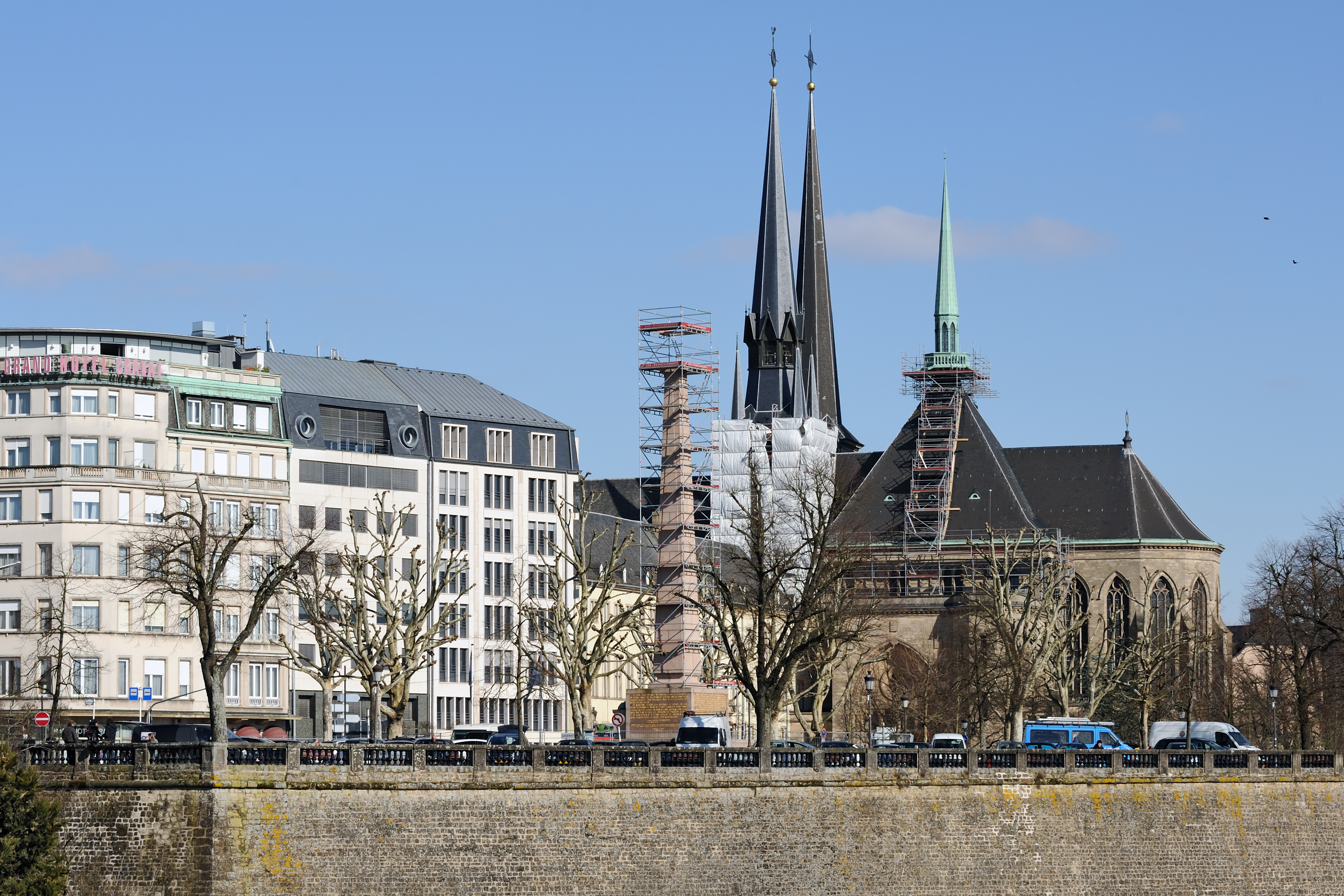
کلیسای جامع لوکزامبورگ

غالب ساکنان این کشور کاتولیک هستند. در این میان مسیحیان پروتستان و لوتری در این کشور نیز وجود دارند.
سطح فرهنگی بالای کشور باعث رشد لوکزامبورگ شده است.